# You Could Be Mine
«You Could Be Mine» — пісня американського рок-гурту Guns N' Roses, яка вперше з'явилася в їхньому четвертому студійному альбомі 1991 року Use Your Illusion II. Пісня вийшла, як сьомий сингл гурту, і перший з альбомів Use Your Illusion, в червні 1991. Їй передувала пісня «Civil War» з альбому Use Your Illusion II, сингл досяг 29 номера в Billboard Hot 100 чарті і номер 3 в UK Singles Chart.
Пісня спершу вийшла для фільму Джеймса Кемерона 1991 року, Термінатор 2: Судний день.

## Історія
Спочатку основний риф пісні просто використовувався гітаристом Слешем. Однак, одного разу на студії звукозапису, коли Слеш «розігрівався» перед записом виконуючи цей риф, Ексл почув.
Всупереч поширеній думці, «You Could Be Mine» спочатку не мала бути офіційним саундтреком до фільму Термінатор 2: Судний день. Проте, посилання на Guns N' Roses, які були зроблені в фільмі (від футболки L.A. Guns друга Джона Коннора до моменту, як Т-800 виймає дробовик з коробки з-під троянд, таким чином, посилається на назву гурту) були і так ясними і очевидними, що це буде мудре ділове рішення, щоб режисер Джеймс Кемерон вирішив найняти групу, щоб виконати пісню. В результаті, пісня «You Could Be Mine» була включена в фільм. Арнольд Шварценеггер приймав учасників гурту на обід в його власному будинку, щоб обговорити угоду.
Пісня має хвилинний барабаний та гітарний вступ. Він звучав протягом закінчення фільму Термінатор 2 і його було чути в самому фільмі в ранніх сценах з Джоном Коннором. Пісня також з'являлася в інших частинах франшизи Термінатор, зокрема в фільмі Термінатор: Спасіння. Хоча в оригінальному сценарії до Термінатора 2 планувалася пісня гурту The Ramones «I Wanna Be Sedated», яка згодом з'явиться в фільмі Термінатор: Генезис.

## Про що пісня
Пісня розповідає про невдалі відносини учасника гурту Іззі Стредліна з його дівчиною.

## Відеокліп
Режисерами офіційного кліпу були Енді Мораган (Andy Morahan), Стен Вінстон (Stan Winston) та Джефрі Ебелсон (Jeffrey Abelson).
Арнольд Шварценеггер з'являється в кліпі у ролі Термінатора T-800 з фільму, який приїжджає на концерт Guns N' Roses, з місією знищити учасників гурту. Коли пісня закінчується, Термінатор протистоїть групі і стикається з кожним учасником віч-на-віч, за винятком Іззі Стредліна. Він підходить до Акселя Роуза і вирішує, що вбивство його це «марнування патронів». Посміхнувшись, Термінатор йде звідти.